# حکومت فدرال ایالات متحده آمریکا

نشان بزرگ ایالات متحده آمریکا

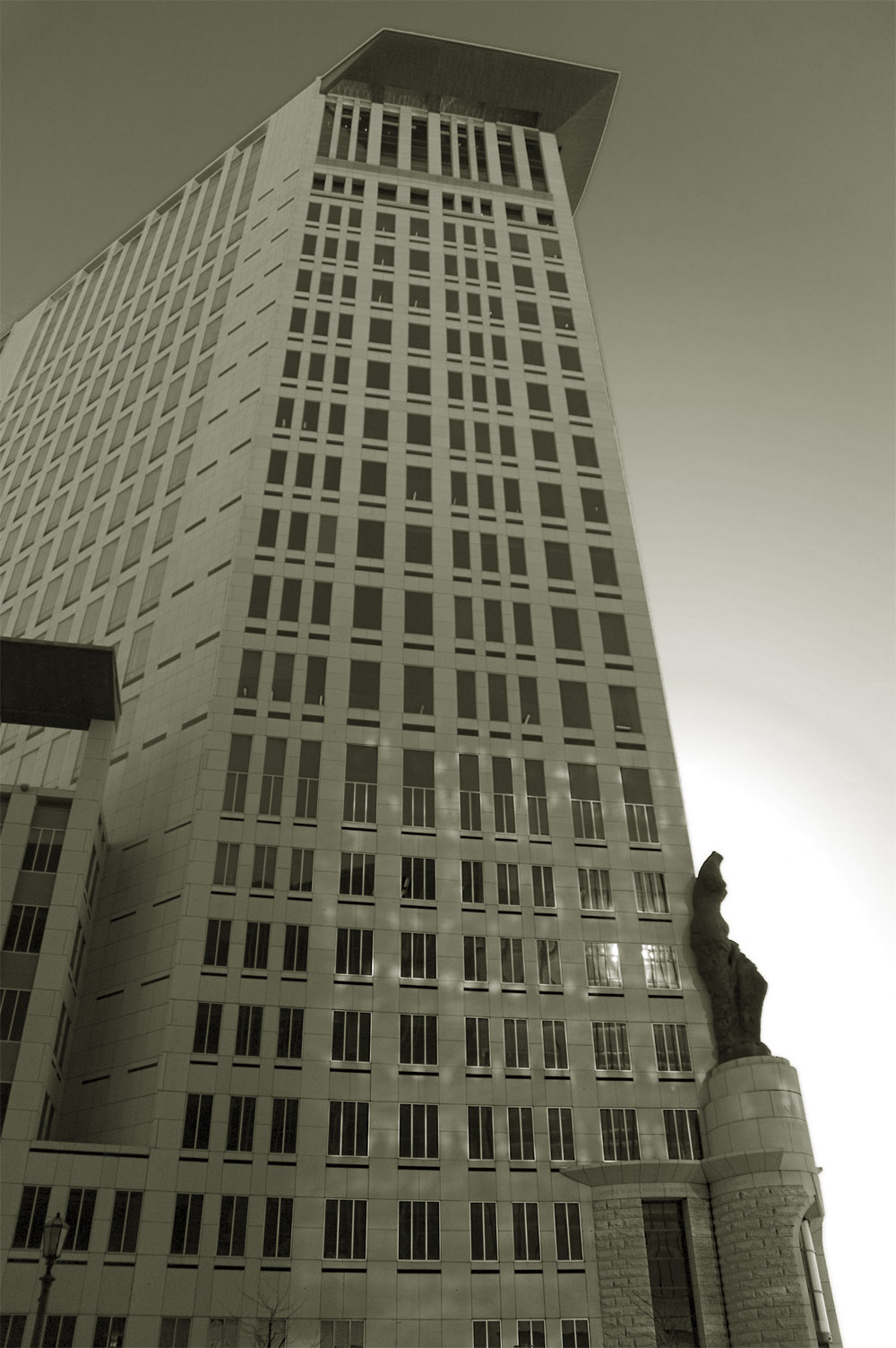
یک دادگاه فدرال در ایالات متحده آمریکا

حکومت فدرال ایالات متحده آمریکا (به انگلیسی: Federal government of the United States) جمهوری‌ای در آمریکای شمالی است، که متشکل از ۵۰ ایالت، ناحیهٔ واشینگتن، دی.سی. (پایتخت کشور)، ۵ قلمروی خودگردان اصلی و چندین جزیره کوچک حاشیه‌ای است. حکومت فدرال از سه قوه متمایز تشکیل می‌شود: مقننه، مجریه، و قضاییه، که قانون اساسی ایالات متحده آمریکا وظایف و اختیارات این سه قوه را به ترتیب به کنگره ایالات متحده آمریکا، رئیس‌جمهور ایالات متحده آمریکا و قوه قضاییه فدرال ایالات متحده آمریکا اعطا کرده‌است. قدرت و وظایف این قوه‌ها به وسیله کنگره تعیین و تصویب می‌شود. برای مثال می‌توان به تأسیس وزارت‌خانه‌های قوه مجریه فدرال ایالات متحده آمریکا و دیوان عالی ایالات متحده آمریکا اشاره کرد.
در قانون اساسی ایالات متحده آمریکا با صراحت بر نظام فدرالی تصریح شده و یک نوع تقسیم کار مشخص میان دولت فدرال و دولت‌های ایالتی در نظر گرفته شده‌است. در حقیقت هر ایالت در امور داخلی خود دارای اختیارات کامل است و صرفاً در امور خارجی، ارتش، ضرب و چاپ سکه و اسکناس واعلان جنگ به دولت فدرال اختیار داده شده‌است.
البته طی دو قرن گذشته به ویژه بعد از اجرای طرح‌های رفاهی، اختیارات و مسئولیت دولت فدرال در امور اجتماعی و اقتصادی افزایش یافته‌است. اما در مقایسه با دیگر کشورها، دولت فدرال آمریکا از نقش به مراتب کمتری در امور داخلی ایالت‌ها برخوردار است.
قانون اساسی در فصول مختلف میزان و سهم هر یک از واحدهای سیاسی تشکیل دهنده کشور را مشخص کرده و در عین حال محدودیت‌های قانونی را برای دولت فدرال و دولت‌های ایالتی در نظر گرفته‌است.

## قوه مقننه

نماد کنگره ایالات متحده

کنگره ایالات متحده آمریکا، بر اساس اصل اول قانون اساسی، قوه مقننه حکومت فدرال است. این کنگره دومجلسی است و مشتمل بر مجلس نمایندگان ایالات متحده آمریکا و مجلس سنای ایالات متحده آمریکا است.

## قوه مجریه

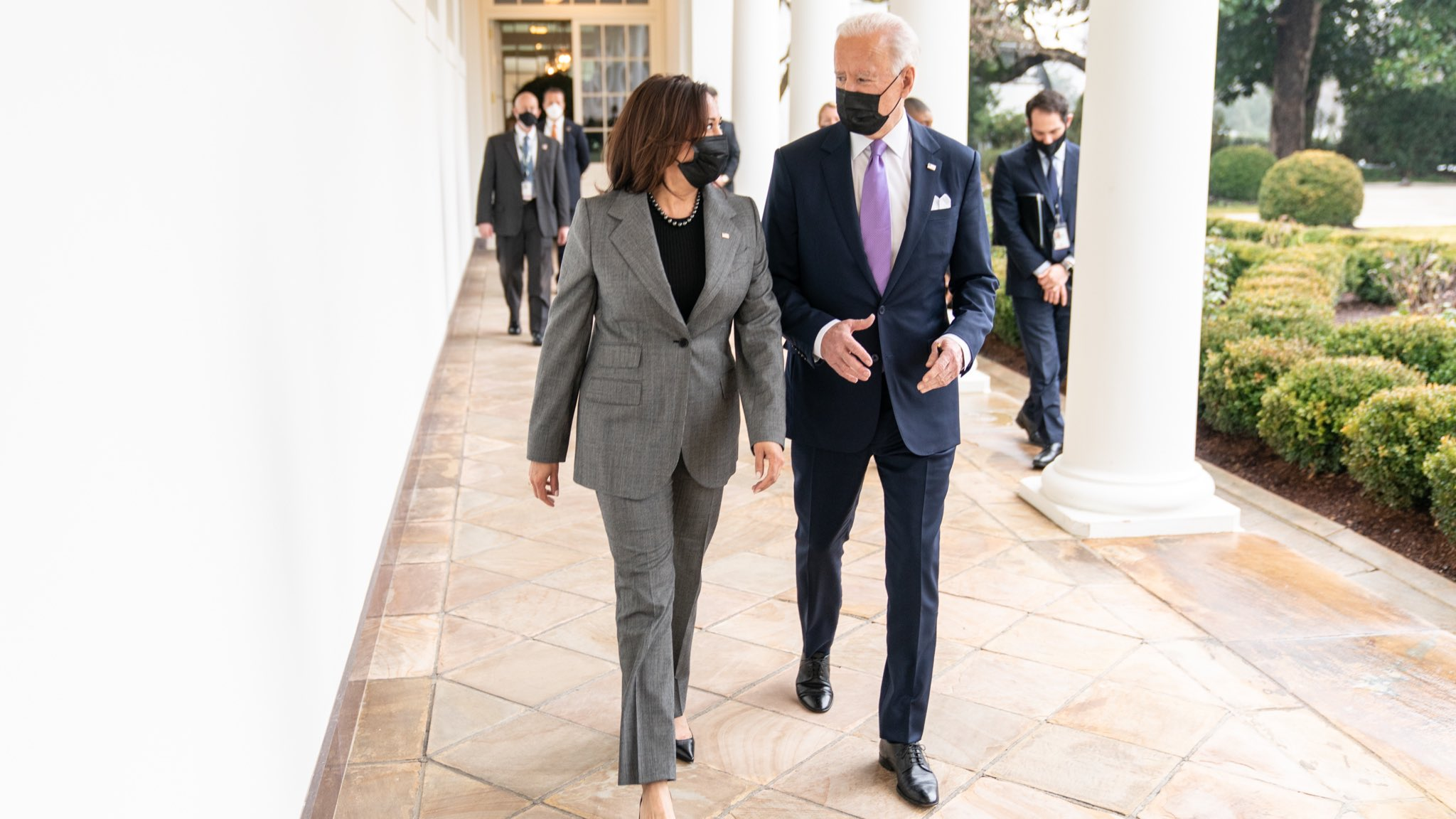
رئیس جمهور جو بایدن و معاون رئیس جمهور کامالا هریس

### رئیس‌جمهور

نشان رئیس جمهور ایالات متحده

#### اختیارات و وظایف
قوه مجریه در اصل دوم قانون اساسی ایالات متحده آمریکا ایجاد شده، اصلی که قدرت اجرایی را در اختیار یک رئیس‌جمهور ایالات متحده قرار می‌دهد.رئیس‌جمهور هم رئیس کشور (اجراکننده اعمال تشریفاتی) و همرئیس حکومت (مقام عالی اجرایی) است. قانون اساسی رئیس‌جمهور را «هدایت می‌کند تا مراقب باشد قوانین به درستی اجرا شوند» و رئیس‌جمهور را ملزم می‌کند سوگند بخورد یا تأیید کند که «از قانون اساسی ایالات متحده صیانت، حمایت و دفاع» کند.  بسیاری از کارهای ریاست جمهوری از طریق فرمان‌های اجرایی، ابلاغیه‌های ریاست جمهوری، و یادداشت‌های ریاست جمهوری انجام می‌شوند.
رئیس جمهور فرمانده کل نیروهای مسلح ایالات متحده آمریکا است. بر اساس اصل دوم قانون اساسی ایالات متحده آمریکا، رئیس جمهور اختیار این را داراست که «سفرا و وزرا» را به حضور بپذیرد؛ از این اقتدار برخوردار است تا روابط خارجی را بگرداند، عموماً تنها کسی شمرده می‌شود که اختیار به رسمیت شناختن دیپلماتیک را داراست،  و دیپلمات ارشد ایالات متحده است،  گرچه کنگره نقش مهمی در خصوص قانونگذاری در سیاست خارجی دارد،  و می‌تواند برای مثال، " حصر تجاری اعمال کند، علیه یک کشور خارجی که رئیس جمهور آن را به رسمیت شناخته اعلان جنگ کند، یا از تخصیص بودجه برای سفارتخانه ای در آن کشور خودداری کند. رییس جمهور همچنین می تواند معاهده ها را مذاکره و امضا کند، اما تصویب آنها نیاز به رای دو سوم سنا دارد.
اصل دوم قانون اساسی بیان می‌کند که رئیس جمهور باید،  قضات، سفرا، دیگر وزرا و کنسول‌ها، و قضات دیوان عالی و دیگر مأموران ایالات متحده را نامزد و با مشورت و مجوز سنا منصوب کند و بیان می‌کند که کنگره می‌تواند بر اساس قانون انتصاب مسئولان دون پایه تر را چنان‌که صلاح می‌دانند به خود رئیس جمهور، دادگاه‌ها یا روسای وزارت خانه‌ها واگذارند.

## قوه قضائیه
قوه قضائیه بر اساس اصل سوم قانون اساسی، قوانین را توضیح می‌دهد و اعمال می‌کند. این قوه این کار را از طریق استماع و نهایتاً صدور حکم در خصوص پرونده‌های گوناگون حقوقی انجام می‌دهد.

### برآورد قوه قضائیه فدرال

نشان دیوان عالی ایالات متحده

بخش اول اصل سوم قانون اساسی ایالات متحده دیوان عالی ایالات متحده آمریکا را ایجاد می‌کند و به کنگره ایالات متحده اجازه می‌دهد دادگاه‌های پایین‌تر را در صورت بروز نیاز تأسیس کند. بخش اول همچنین برای همگی قضات فدرال شغل مادام العمر ایجاد می‌کند و بیان می‌دارد که حقوق آنها نباید در دوره حضور شان در این سمت‌ها کم شود. بخش دوم اصل دوم بیان می‌کند که همه قضات فدرال باید از سوی رئیس جمهور منصوب شوند و مورد تأیید مجلس سنای ایالات متحده آمریکا. قرار بگیرند.

## صلاحیت اختصاصی دولت فدرال
- ضرب سکه و چاپ اسکناس
- برقراری روابط خارجی
- تنظیم روابط تجاری با کشورهای خارجی و در میان ایالت‌ها
- تشکیل ارتش و نیروی دریایی
- اعلان جنگ
- تشکیل دادگاه‌های عالی از جمله دیوان عالی فدرال
- تأسیس واداره پست
- تدوین قوانین

## صلاحیت مشترک دولت فدرال و ایالت‌ها
- وضع قوانین
- اخذ وام و قرض
- تأسیس دادگاه
- وضع قوانین و حراست از آنها
- تأسیس بانک
- پرداخت هزینه‌های رفاه اجتماعی
- ایجاد خدمات عمومی

## صلاحیت اختصاصی دولت‌های ایالتی
- تشکیل حکومت‌های محلی
- تنظیم روابط تجاری داخلی
- برپایی انتخابات
- تأیید اصلاحیه‌های قانون اساسی فدرال
- رسیدگی به بهداشت عمومی و رفتارهای اجتماعی
- اعمال قدرت و دفاع از موارد تصریح شده در قانون اساسی

## بخشی از موارد منع شده توسط قانون اساسی

### برای دولت فدرال
- وضع مالیات بر صادرات ایالتی با ایالت‌های دیگر
- تغییر مرز جغرافیایی ایالت‌ها

### برای دولت فدرال و دولت‌های ایالتی
- نفی اصالت نجبا
- برقراری برده داری (بر اساس اصلاحیه سیزدهم)
- بازداری شهروندان از حق رأی به دلیل نژاد، رنگ پوست یا سوابق برده بودن

(بر اساس اصلاحیه پانزدهم)
- بازداری شهروندان از حق رأی به دلیل جنسیت (بر اساس اصلاحیه نوزدهم)

### برای دولت‌های ایالتی
- وضع مالیات بر صادرات و واردات
- ضرب سکه و چاپ اسکناس
- ورود به پیمان‌های خارجی
- برهم زدن توافقات الزام‌آور
- جلوگیری از حق شهروندی و برابر کلیه افراد در مقابل قانون.

بدین ترتیب مشخص می‌شود که مسائل اجتماعی، فرهنگی، آموزشی و اقتصادی عمدتاً در حوزه اختیارات و مسئولیت دولت‌های ایالاتی است و دولت فدرال از سهم اندکی برخوردار است.